# Муммажо
Муммажо́ (кат. Montmajor, вимова літературною каталанською [mumməʒó]) - муніципалітет, розташований в Автономній області Каталонія, в Іспанії. Код муніципалітету за номенклатурою Інституту статистики Каталонії - 81326. Знаходиться у районі (кумарці) Барґаза (коди району - 14 та BD) провінції Барселона, згідно з новою адміністративною реформою перебуватиме у складі Баґарії (округи) Центральна Каталонія. 

## Назва муніципалітету
Назва муніципалітету походить від лат. mōnte maiōre - "більша гора".

## Населення
Населення міста (у 2007 р.) становить 478 осіб (з них менше 14 років - 11,9%, від 15 до 64 - 64,2%, понад 65 років - 23,8%). У 2006 р. народжуваність склала 2 особи, смертність - 8 осіб, зареєстровано 2 шлюби. У 2001 р. активне населення становило 206 осіб, з них безробітних - 11 осіб.

Серед осіб, які проживали на території міста у 2001 р., 437 народилися в Каталонії (з них 313 осіб у тому самому районі, або кумарці), 13 осіб приїхало з інших областей Іспанії, а 16 осіб приїхало з-за кордону. 

Вищу освіту має 7,6% усього населення. 

У 2001 р. нараховувалося 137 домогосподарств (з них 13,9% складалися з однієї особи, 28,5% з двох осіб,10,9% з 3 осіб, 20,4% з 4 осіб, 12,4% з 5 осіб, 8% з 6 осіб, 2,2% з 7 осіб, 3,6% з 8 осіб і 0% з 9 і більше осіб).

Активне населення міста у 2001 р. працювало у таких сферах діяльності : у сільському господарстві - 38,5%, у промисловості - 15,9%, на будівництві - 13,3% і у сфері обслуговування - 32,3%. 

 У муніципалітеті або у власному районі (кумарці) працює 204 особи, поза районом - 83 особи.

### Безробіття
У 2007 р. нараховувалося 5 безробітних (у 2006 р. - 11 безробітних), з них чоловіки становили 20%, а жінки - 80%.

## Економіка

### Підприємства міста

#### Промислові підприємства
| \| Промислові підприємства міста, за сферою діяльності \| Промислові підприємства міста, за сферою діяльності \| Промислові підприємства міста, за сферою діяльності \| \| Рік \| 2002 р. \| 2001 р. \| \| --------------------------------------------------- \| --------------------------------------------------- \| --------------------------------------------------- \| \| Енергетичні та водні ресурси \| 12,5% \| 14,3% \| \| Хімія та метали \| 0% \| 0% \| \| Переробка металів \| 25% \| 14,3% \| \| Продукти харчування \| 25% \| 28,6% \| \| Текстиль \| 12,5% \| 14,3% \| \| Виробництво меблів, видання \| 25% \| 28,6% \| \| Інше \| 0% \| 0% \| \| Усього підприємств \| 8 \| 7 \| |         |         |
| Промислові підприємства міста, за сферою діяльності |         |         |
| Рік | 2002 р. | 2001 р. |
| Енергетичні та водні ресурси | 12,5%   | 14,3%   |
| Хімія та метали | 0%      | 0%      |
| Переробка металів | 25%     | 14,3%   |
| Продукти харчування | 25%     | 28,6%   |
| Текстиль | 12,5%   | 14,3%   |
| Виробництво меблів, видання | 25%     | 28,6%   |
| Інше | 0%      | 0%      |
| Усього підприємств | 8       | 7       |

#### Роздрібна торгівля
| \| Підприємства роздрібної торгівлі міста, за сферою діяльності \| Підприємства роздрібної торгівлі міста, за сферою діяльності \| Підприємства роздрібної торгівлі міста, за сферою діяльності \| \| Рік \| 2002 р. \| 2001 р. \| \| ------------------------------------------------------------ \| ------------------------------------------------------------ \| ------------------------------------------------------------ \| \| Продукти харчування \| 85,7% \| 75% \| \| Одяг та взуття \| 0% \| 0% \| \| Товари для дому \| 0% \| 0% \| \| Книги та періодичні видання \| 0% \| 0% \| \| Промислова хімічна продукція \| 0% \| 0% \| \| Продукція, пов'язана з транспортними засобами \| 14,3% \| 12,5% \| \| Інше \| 0% \| 12,5% \| \| Усього підприємств \| 7 \| 8 \| |         |         |
| Підприємства роздрібної торгівлі міста, за сферою діяльності |         |         |
| Рік | 2002 р. | 2001 р. |
| Продукти харчування | 85,7%   | 75%     |
| Одяг та взуття | 0%      | 0%      |
| Товари для дому | 0%      | 0%      |
| Книги та періодичні видання | 0%      | 0%      |
| Промислова хімічна продукція | 0%      | 0%      |
| Продукція, пов'язана з транспортними засобами | 14,3%   | 12,5%   |
| Інше | 0%      | 12,5%   |
| Усього підприємств | 7       | 8       |

#### Сфера послуг
| \| Підприємства міста, що працюють у сфері послуг, за діяльністю \| Підприємства міста, що працюють у сфері послуг, за діяльністю \| Підприємства міста, що працюють у сфері послуг, за діяльністю \| \| Рік \| 2002 р. \| 2001 р. \| \| ------------------------------------------------------------- \| ------------------------------------------------------------- \| ------------------------------------------------------------- \| \| Гуртова торгівля \| 14,3% \| 20% \| \| Готелі та готельний бізнес \| 23,8% \| 25% \| \| Транспорт та зв'язок \| 19% \| 15% \| \| Посередницькі фінансові послуги \| 4,8% \| 5% \| \| Послуги підприємствам \| 0% \| 0% \| \| Послуги фізичним особам \| 38,1% \| 35% \| \| Нерухомість та ін. \| 0% \| 0% \| \| Усього підприємств \| 21 \| 20 \| |         |         |
| Підприємства міста, що працюють у сфері послуг, за діяльністю |         |         |
| Рік | 2002 р. | 2001 р. |
| Гуртова торгівля | 14,3%   | 20%     |
| Готелі та готельний бізнес | 23,8%   | 25%     |
| Транспорт та зв'язок | 19%     | 15%     |
| Посередницькі фінансові послуги | 4,8%    | 5%      |
| Послуги підприємствам | 0%      | 0%      |
| Послуги фізичним особам | 38,1%   | 35%     |
| Нерухомість та ін. | 0%      | 0%      |
| Усього підприємств | 21      | 20      |

## Житловий фонд
У 2001 р. 0,7% усіх родин (домогосподарств) мали житло метражем до 59 м2, 6,6% - від 60 до 89 м2, 28,5% - від 90 до 119 м2 і
64,2% - понад 120 м2.

З усіх будівель у 2001 р. 68,9% було одноповерховими, 27,3% - двоповерховими, 2,7
% - триповерховими, 1,1% - чотириповерховими, 0% - п'ятиповерховими, 0% - шестиповерховими,
0% - семиповерховими, 0% - з вісьмома та більше поверхами.

## Автопарк
| \| Автомобілі, зареєстровані у місті, за призначенням \| Автомобілі, зареєстровані у місті, за призначенням \| Автомобілі, зареєстровані у місті, за призначенням \| \| Рік \| 2006 р. \| 2005 р. \| \| -------------------------------------------------- \| -------------------------------------------------- \| -------------------------------------------------- \| \| Приватні автомобілі \| 55,5% \| 56,1% \| \| Мотоцикли \| 9,4% \| 9,1% \| \| Вантажівки \| 29,1% \| 29,8% \| \| Трактори \| 0,2% \| 0,2% \| \| Автобуси та ін. \| 5,8% \| 4,7% \| \| Усього автомобілів \| 605 шт. \| 570 шт. \| |         |         |
| Автомобілі, зареєстровані у місті, за призначенням |         |         |
| Рік | 2006 р. | 2005 р. |
| Приватні автомобілі | 55,5%   | 56,1%   |
| Мотоцикли | 9,4%    | 9,1%    |
| Вантажівки | 29,1%   | 29,8%   |
| Трактори | 0,2%    | 0,2%    |
| Автобуси та ін. | 5,8%    | 4,7%    |
| Усього автомобілів | 605 шт. | 570 шт. |

## Вживання каталанської мови
У 2001 р. каталанську мову у місті розуміли 98,3% усього населення (у 1996 р. - 99,8%), вміли говорити нею 96,8% (у 1996 р. - 
95,9%), вміли читати 95,2% (у 1996 р. - 91,7%), вміли писати 66,5
% (у 1996 р. - 67,3%). Не розуміли каталанської мови 1,7%.

## Політичні уподобання
У виборах до Парламенту Каталонії у 2006 р. взяло участь 262 особи (у 2003 р. - 305 осіб). Голоси за політичні сили розподілилися таким чином:
| \| Вибори до Парламенту Каталонії \| Вибори до Парламенту Каталонії \| Вибори до Парламенту Каталонії \| \| Рік \| 2006 р. \| 2003 р. \| \| -------------------------------------- \| ------------------------------ \| ------------------------------ \| \| Конвергенція та Єднання (CiU) \| 69,8% \| 68,2% \| \| Соціалістична партія Каталонії (PSC) \| 6,9% \| 2,6% \| \| Народна партія (PP) \| 5% \| 4,9% \| \| Ініціатива за зелену Каталонію (IC) \| 2,3% \| 2,3% \| \| Республіканська лівиця Каталонії (ERC) \| 16% \| 21,3% \| \| Громадянська партія (C's) \| 0% \| 0% \| \| Інші \| 0% \| 0,7% \| |         |         |
| Вибори до Парламенту Каталонії |         |         |
| Рік | 2006 р. | 2003 р. |
| Конвергенція та Єднання (CiU) | 69,8%   | 68,2%   |
| Соціалістична партія Каталонії (PSC) | 6,9%    | 2,6%    |
| Народна партія (PP) | 5%      | 4,9%    |
| Ініціатива за зелену Каталонію (IC) | 2,3%    | 2,3%    |
| Республіканська лівиця Каталонії (ERC) | 16%     | 21,3%   |
| Громадянська партія (C's) | 0%      | 0%      |
| Інші | 0%      | 0,7%    |

У муніципальних виборах у 2007 р. взяло участь 221 особа (у 2003 р. - 219 осіб). Голоси за політичні сили розподілилися таким чином:
| \| Муніципальні вибори \| Муніципальні вибори \| Муніципальні вибори \| \| Рік \| 2007 р. \| 2003 р. \| \| -------------------------------------- \| ------------------- \| ------------------- \| \| Конвергенція та Єднання (CiU) \| 92,3% \| 100% \| \| Соціалістична партія Каталонії (PSC) \| 0% \| 0% \| \| Народна партія (PP) \| 7,7% \| 0% \| \| Ініціатива за зелену Каталонію (IC) \| 0% \| 0% \| \| Республіканська лівиця Каталонії (ERC) \| 0% \| 0% \| \| Громадянська партія (C's) \| 0% \| 0% \| \| Інші \| 0% \| 0% \| |         |         |
| Муніципальні вибори |         |         |
| Рік | 2007 р. | 2003 р. |
| Конвергенція та Єднання (CiU) | 92,3%   | 100%    |
| Соціалістична партія Каталонії (PSC) | 0%      | 0%      |
| Народна партія (PP) | 7,7%    | 0%      |
| Ініціатива за зелену Каталонію (IC) | 0%      | 0%      |
| Республіканська лівиця Каталонії (ERC) | 0%      | 0%      |
| Громадянська партія (C's) | 0%      | 0%      |
| Інші | 0%      | 0%      |